# Kelly Piquet
Kelly Piquet (Homburg, 7 december 1988) is een Braziliaans model, columnist en blogger.

## Levensloop
Kelly Piquet werd geboren in de Duitse stad Homburg. Ze is de dochter van de Braziliaan Nelson Piquet sr., een drievoudig wereldkampioen Formule 1, en Sylvia Tamsma, een Nederlands internationaal model. Ze heeft een zus en een broer, de coureur Nelson Piquet jr. Daarnaast heeft ze vier halfbroers, onder wie coureur Pedro Piquet.
Ze bracht het grootste deel van haar jeugd door in Zuid-Frankrijk. Op twaalfjarige leeftijd verhuisde Piquet naar Brazilië waar ze woonde tot ze vijftien jaar oud was. Daarna keerde Piquet terug naar Frankrijk en woonde er nog een jaar voordat ze naar Engeland verhuisde om op een kostschool te studeren. Op zeventienjarige leeftijd keerde ze terug naar Brazilië om haar laatste jaar van de middelbare school af te maken.
Piquet studeerde aan het Marymount Manhattan College in New York, met als hoofdvak internationale betrekkingen met de nadruk op politieke wetenschappen en economie. Tijdens haar studie liep ze een stage in de mode en besloot ze in dat vakgebied te blijven werken. Zo werkte ze onder andere bij Vogue Latinoamerica en Bergdorf Goodman en was ze columnist voor het tijdschrift Marie Claire.
Als model heeft Piquet enkele modeshows gelopen.

## Privéleven
In januari 2017 begon Piquet een relatie met de Russische F1-coureur Daniil Kvjat en het koppel kreeg in juli 2019 een dochter. Enkele maanden na de geboorte van hun dochter kwam er een einde aan de relatie.
Sinds oktober 2020 heeft Piquet een relatie met de Nederlandse Formule 1-coureur Max Verstappen. Met hem kreeg ze in april 2025 een dochter.